# Cyrtandra confusa
Cyrtandra confusa är en tvåhjärtbladig växtart som beskrevs av Rudolf Schlechter. Cyrtandra confusa ingår i släktet Cyrtandra och familjen Gesneriaceae. Inga underarter finns listade i Catalogue of Life.